# 纳赛尔·穆罕默德·艾哈迈德·萨巴赫
纳赛尔·穆罕默德·艾哈迈德·萨巴赫（阿拉伯语：‎，1940年12月22日—），第六任科威特首相。他是萨巴赫·艾哈迈德·贾比尔·萨巴赫之侄，第10代科威特埃米尔艾哈迈德·贾比尔·萨巴赫次子穆罕默德·艾哈迈德·贾比尔·萨巴赫的儿子。

## 个人经历
1940年12月22日出生。曾在英国和瑞士留学。1968年至1978年间任科威特驻伊朗、阿富汗大使。1985年任信息大臣。2006年，被新上任的科威特埃米尔萨巴赫·艾哈迈德·贾比尔·萨巴赫任命为首相。
自从2006年纳赛尔·萨巴赫首次被任命首相以来，议会与政府的关系一直紧张；到2009年5月为止，在三年多时间里，他领导的五届政府先后辞职，三届议会被解散。2011年辞去首相一职。

## 家庭成员
纳赛尔1969年与堂妹沙赫拉扎德结婚，育有二子：长子萨巴赫生于1970年，次子艾哈迈德生于1971年。但纳赛尔与沙赫拉扎德已于1977年离婚。